# Peach-Pit
Peach-Pit (яп. ピーチ・ピット) — відомий жіночій дует манґак, який складається з японських художниць Сенди Банрі та Ебари Сібуки.
Дует починав, як автори додзінсі. Перша комерційна робота художниць, манґа Di Gi Charat, була опублікована в 2000 році в журналі Dengeki Comic Gao!. У 2008 році, за манґу Shugo Chara!, дует отримав нагороду видавництва Kodansha в номінації Найкраща дитяча манґа.
Назва дуету походить від назви кафетерію з популярного американського серіалу «Беверлі-Гіллз, 9021».

## Роботи
- 2000 — Di Gi Charat (яп. デ・ジ･キャラット)
- 2002 — DearS (яп. ディアーズ)
- 2003 — Rozen Maiden (яп. ローゼンメイデン)
- 2003 — Zombie-Loan (яп. ゾンビローン)
- 2006 — Shugo Chara! (яп. しゅごキャラ!)
- 2008 — Illustlation
- 2009 — Ōkami Kakushi (яп. おおかみかくし)
- 2010 — Shugo Chara! Encore! (яп. しゅごキャラ!アンコール, Shugo Kyara! Ankōru)
- 2011 — Kugiko-San (яп. クギ子ちゃん, Kugiko-San)
- 2012 — Kingyozaka Noboru (яп. 金魚坂上ル, Kingyozaka Noboru)